# Johannisgasse (Danzig)

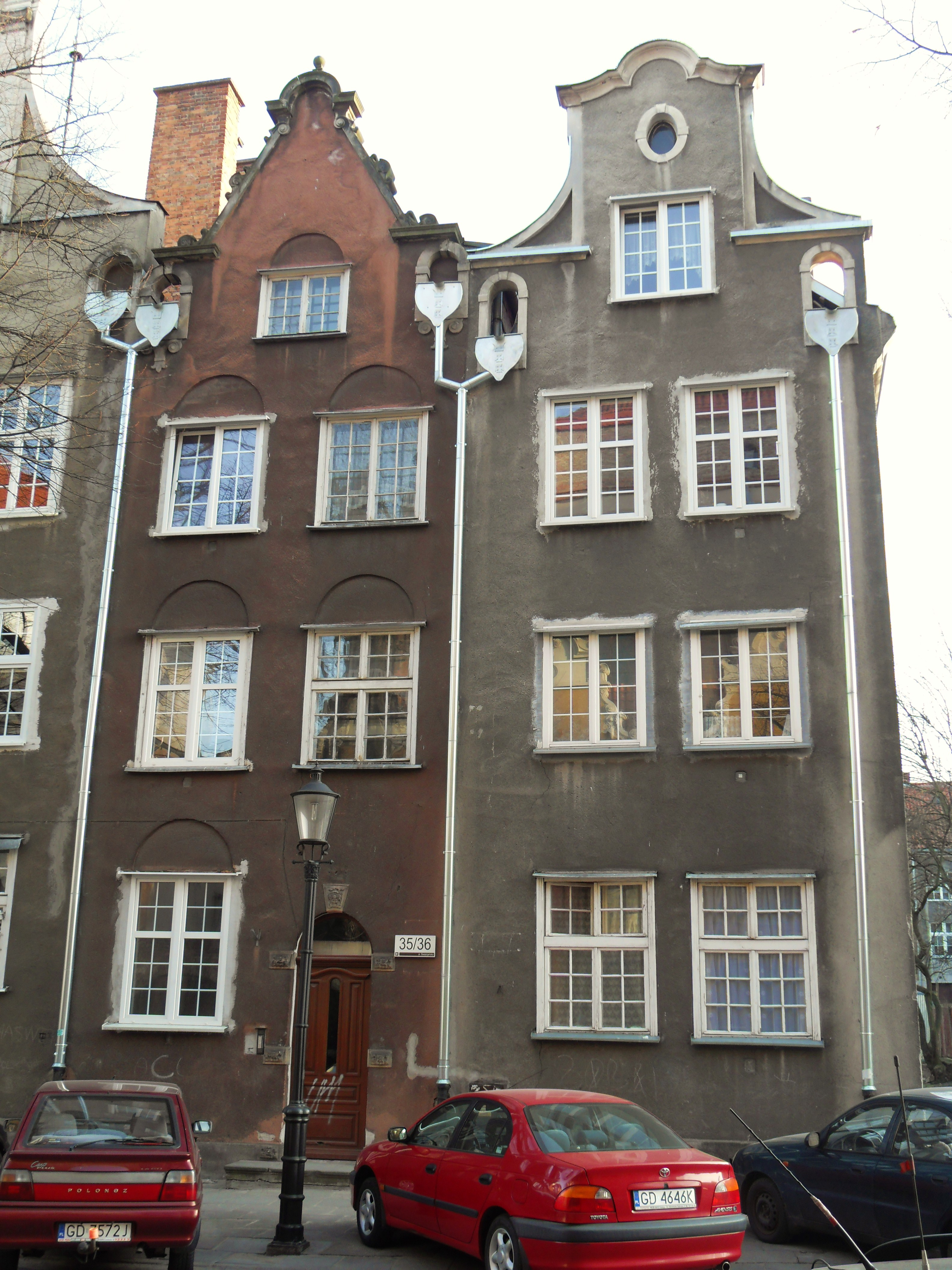
Johannisgasse 35/36

Die Johannisgasse (polnisch Ulica Świętojańska) ist eine Straße in Danzig.
Sie liegt im nördlichen Teil der Rechtstadt und verläuft in ost-westlicher Richtung vom Johannistor an der Johanneskirche entlang bis zur Marienkirche.

## Geschichte

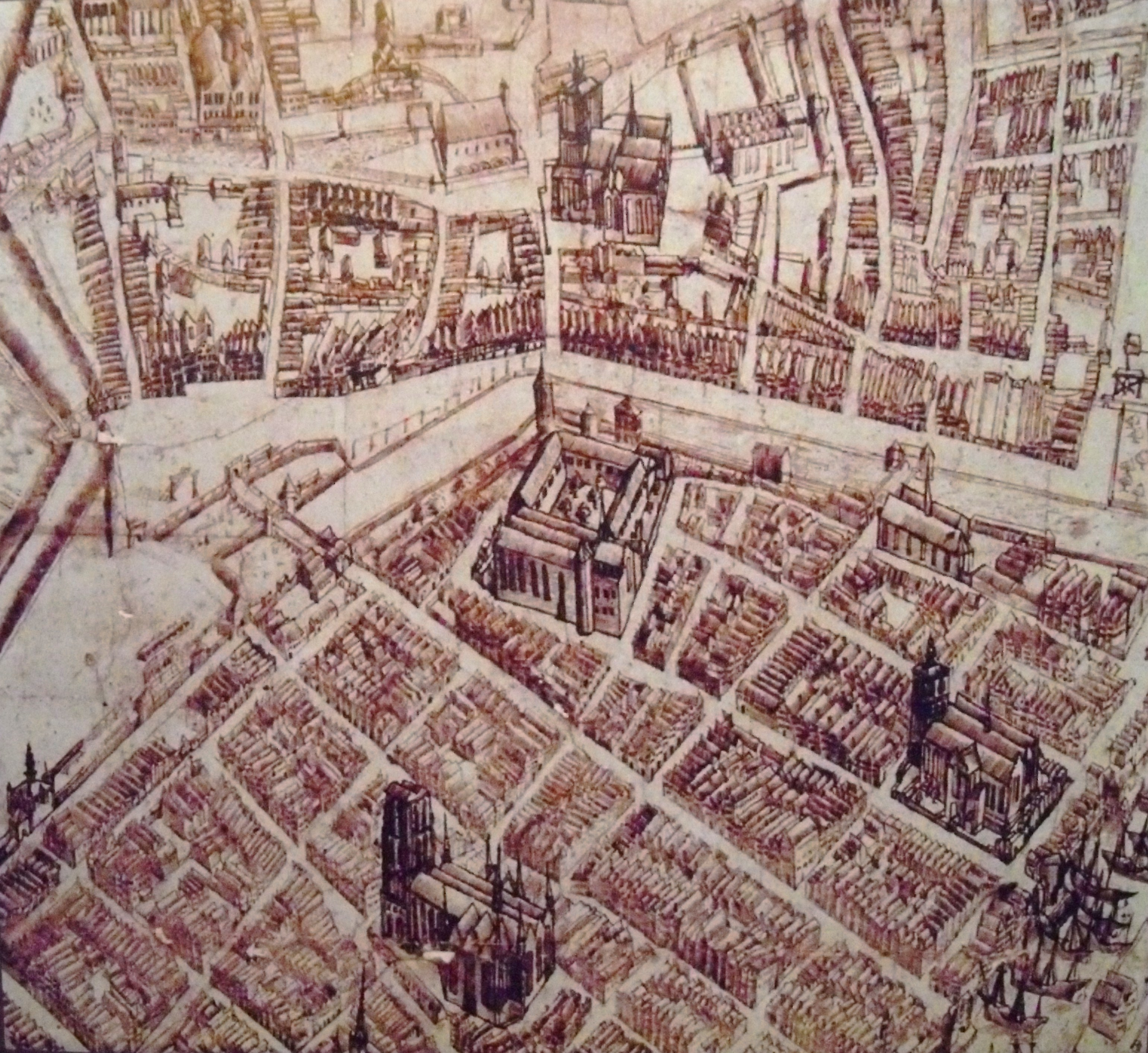
Danzig um 1600, Johannisgasse südlich der Marien- und Johanneskirche

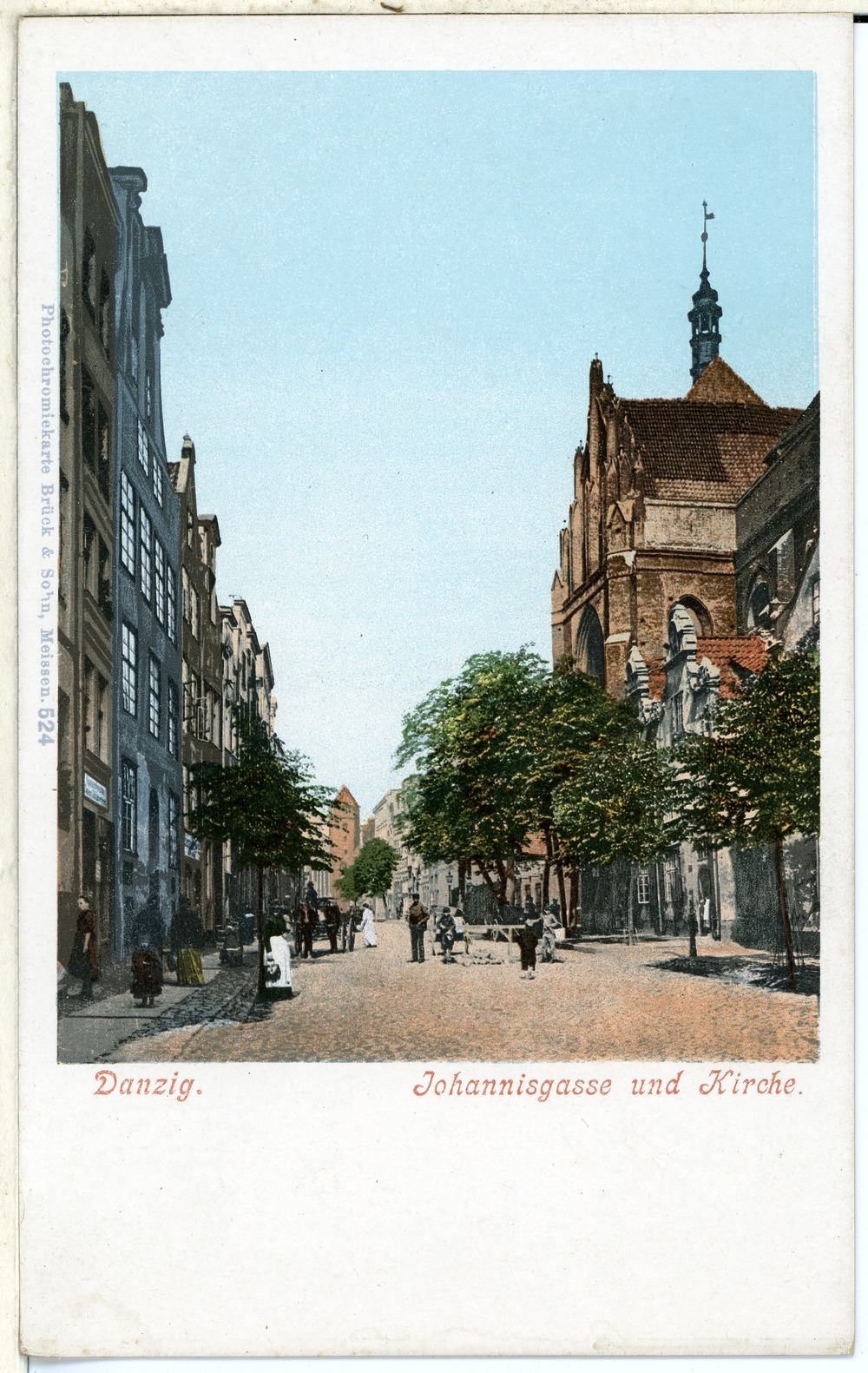
Johanneskirche mit Johannisgasse, 1898

Bereits im 10. Jahrhundert gab es einen Friedhof im westlichen Teil der späteren Straße, 1188 wurde dort erstmals die Nikolaikirche genannt. Um 1227 wurde an dieser ein Dominikanerkloster gegründet.
Von 1349 und 1353 sind die ersten Erwähnungen der Johannisgasse (platea sancti johannis) erhalten, benannt nach der St.-Johanniskapelle, die etwa in dieser Zeit entstanden war. Der Name bezog sich zunächst nur auf den östlichen Teil der Straße. Zu dieser Zeit gab es noch keine Stadtmauer, über das Johannistor ist die älteste Erwähnung erst von 1454 erhalten.
In der Johannisgasse lebten vor allem Handwerker und Arbeiter, in einigen wenigen Häusern Kaufleute und etwas vermögendere Bürger.
1945 wurde ein Teil der Gebäude zerstört. Die Straße ist jetzt teilweise bebaut.

## Bauwerke

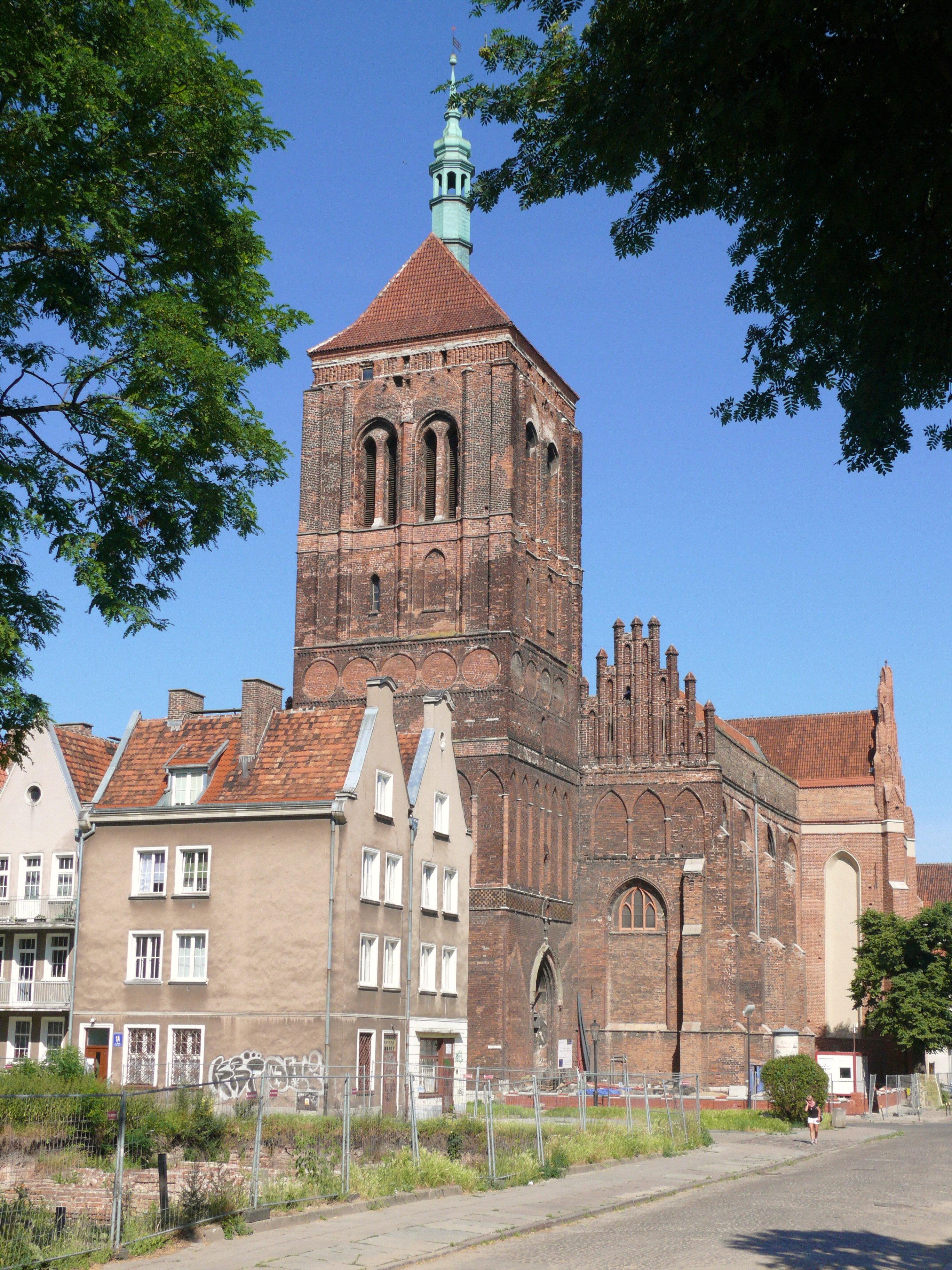
Johannisgasse mit Johanneskirche

Es sind einige historische Gebäude erhalten (bzw. wieder aufgebaut?). Die Nikolaikirche blieb 1945 weitgehend unbeschädigt. Die Hausnummern sind seit etwa 1850 gleich geblieben.
- Nr. 9

1920er Jahre Wohnung (und Werkstatt?) des Orgelbauers Joseph Goebel
- Nr. 19/23

1920er Jahre Danziger Neueste Nachrichten, Verlag und Druckerei, im Komplex bis zur Breiten Gasse
- Nr. 32

jetzt Schule (Szkoła Podstawowa)
- Johannistor, Wohnhaus zwischen Nr. 44 und 45
- Nr. 45 (zerstört 1945) vorher erbaut im 15. Jahrhundert

Wohnhaus von Kaufleuten
- Nr. 50 Johanneskirche
- Nr. 72 Nikolaikirche